# Dombrovszky László
Dombrovszky László, Stanisław Dombrowski (Orhei, Besszarábia, Oroszország, 1894. augusztus 7. – Budapest, 1982. április 30.) festőművész.

## Életrajza
Dombrovszky László festőművész 1894. augusztus 7-én a besszarábiai Orhei-ben született, Stanisław Dombrowski néven. Apja, Dombrovszky Szergej, erdőmérnök, lengyel nagykereskedő, anyja, Maria Aranov, orvos. Stanisław gyermekkorát Vologdában töltötte, Nyizsnyij Novgorodban érettségizett. A nyugati orientáltságú értelmiségi szülei Párizsba küldik, ahová az 1917-es forradalom véres eseményei elől az édesanya véglegesen kijuttatta. A család többi tagja, a szülők és a két nővér a forradalmi téboly áldozatává váltak.
Stanisław Dombrowski élete során hosszabb időt töltött Franciaországban, Itáliában, Svédországban, Dániában, Bulgáriában. Ifjú korában Párizs az önálló művésszé válás útját nyitotta meg előtte. A francia fővárosban többek közt Matisse és Othon Friesz tanítványa lett, a Julian Akadémiára járt, és az École de Paris nemzetközi művésztársaság vonzáskörébe került, melynek szellemisége meghatározó volt a művész oeuvre-jének alakulásában.
1921-ben telepedett le Magyarországon. A beilleszkedést megkönnyítendő honosíttatta magát, és élve a korabeli felnőttekre érvényes örökbefogadási törvény adta lehetőséggel, mint Szathmáry Géza fogadott fia, nevét Dombrovszky-Szathmáry Lászlóra változtatta. Festményein azonban a Dombrovszky László, vagy a Dombrovszky szignatúrát használta.
1924-ben Szőnyi Istvánnal és Berény Róberttel egyik alapítója volt a Zebegényi Művésztelepnek. Ugyanakkor francia iskolázottsága megkülönbözteti stílusát a poszt-nagybányai iskolától. A magyar művészek közül Czóbel Béla és Berény Róbert festészete hatott rá. Művészetében ekkoriban az École de Paris és a poszt-nagybányai iskola közötti egyensúlyt kereste. A 60-as években fiatalosan felszárnyaló festészetének szellemisége a klasszikus mesterré érett Braque-éval és Matisse-éval mutat rokonságot. Idős korában művészete fokozatosan egyre elvontabb, absztrakt, zenei hatásokon alapuló irányba fordult. „Művészetének lételeme a ritmus – mégpedig a szín és vonalritmus, ezekre épül képei kompozíciós rendje. Tudatosan törekedett zenei hatásra, sok képnek adhatnánk az improvizáció elnevezést – zenei értelemben”, írta Dombrovszkyról Németh Lajos jeles művészettörténész. 1969-ben Torday Aliz művészeti íróval folytatott beszélgetésében Dombrovszky László így fogalmazta meg ars poétikáját: „a képzőművészet számomra nem logikai, spekulatív világ, hanem érzelmi, mint a költészet. A műalkotás igazsága más, mint a napi igazság … Minden alkotásnak saját törvényei vannak … a művészet mindig az emberről beszél, még akkor is, ha nem ábrázol embert. Az emberben minden lehetséges, minden megtörténhet. A művészet olyan újat keres, ami ugyan nincs, de kellene, hogy legyen … A kép mindig teljes egész. Soha nem lehet részletét kivonni és külön szemlélni. Olyan, mint a zenekari mű, ahol nem külön-külön halljuk a hangszereket, hanem együtt, s csak így érik el a kívánt hatást… Zene és szín nélkül élet nincs, hiszen a hang és a szín a létezés egyik megjelenési formája.”
Magyarország német megszállása alatt illegális, embermentő tevékenységet folytatott. Szoros kapcsolatban áll Raoul Wallenberg egyik munkatársával, Forgács Vilmossal, aki összehozta Dombrovszkyt a svéd diplomatával. Így került sor többek között Wallenberg egyetlen olyan  portréjának a megfestésére is, amelyhez Raoul Wallenberg modellt ült 1944 szeptemberében. A kép a washingtoni Holocaust Múzeum állandó kiállításán látható.
Dombrovszky László Budapesten, 1982. április 30-án hunyt el. Képei megtalálhatóak Magyarország, Franciaország, Németország, Svájc, Dánia, Svédország (Statens Porträttsamling på Gripsholm), Olaszország múzeumaiban, köz- és magángyűjteményekben. A két világháború között − főként Itáliában, Skandináviában − portréfestészetből élt. A képek nagy része, valamint a párizsi műtermében maradt művei a második világháború alatt elvesztek. A művek egy-egy aukció vagy véletlen esemény során időnként felbukkannak…

## Egyéni kiállítások
- 1944 • március 19.  Tamás Galéria, gyűjteményes kiállítás
- 1961 • Rákóczi Múzeum, Sárospatak
- 1967 • Csók Galéria, Budapest (kat.)
- 1968 • Vörösmarty Művelődési Ház, Kápolnásnyék
- 1973 • Móra Ferenc Múzeum Képtára, Szeged
- 1974 • Csók Galéria, Budapest
- 1977 • Csók Galéria, Budapest
- 1984 • Görög templom, Vác (kat.)
- 1985 • Vigadó Galéria, Budapest (gyűjt., kat.).
- 2005 • Budapest Galéria, Budapest, emlékkiállítás
- 2006 • Zebegény, Szőnyi István Múzeum
- 2008 • Győr, Városi Művészeti Múzeum, emlékkiállítás

## Válogatott csoportos kiállítások
- A Műcsarnokban megrendezett Magyar képzőművészeti kiállításokon 1968-ig rendszeresen szerepelt.
- 1946 • Magyar Képzőművészetért Mozgalom I. kiállítás, Ernst Múzeum, Budapest
- 1947 • Magyar művészhetek reprezentatív képzőművészeti kiállítás, Ernst Múzeum, Budapest • Magyar Képzőművészek Szabadszervezetének II. Szabad Nemzeti kiállítása, Fővárosi Képtár, Budapest
- 1960 • Dolgozó emberek között, Ernst Múzeum, Budapest
- 1964 • Téli tárlat, Székesfehérvár
- 1968 • 4. Balatoni Nyári Tárlat, Balatoni Múzeum, Keszthely • Dolgozó emberek között, Ernst Múzeum, Budapest •Állami vásárlások kiállítás, Műcsarnok, Budapest
- 1970 • II. Országos Akvarell Biennálé, Eger
- 1973 • XIV. Szegedi Nyári Tárlat, Móra Ferenc Múzeum, Szeged
- 1974 • IV. Országos Akvarell Biennálé, Eger.

## Művek köz-, és magángyűjteményekben
- Fővárosi Képtár, Budapest
- Janus Pannonius Múzeum, Pécs
- Magyar Nemzeti Galéria, Budapest
- Statens Porträttgalerie, Gripsholm
- United States Holocaust Memorial Museum, Washington

És számos magyar, valamint külföldi magángyűjtemény.

## Források

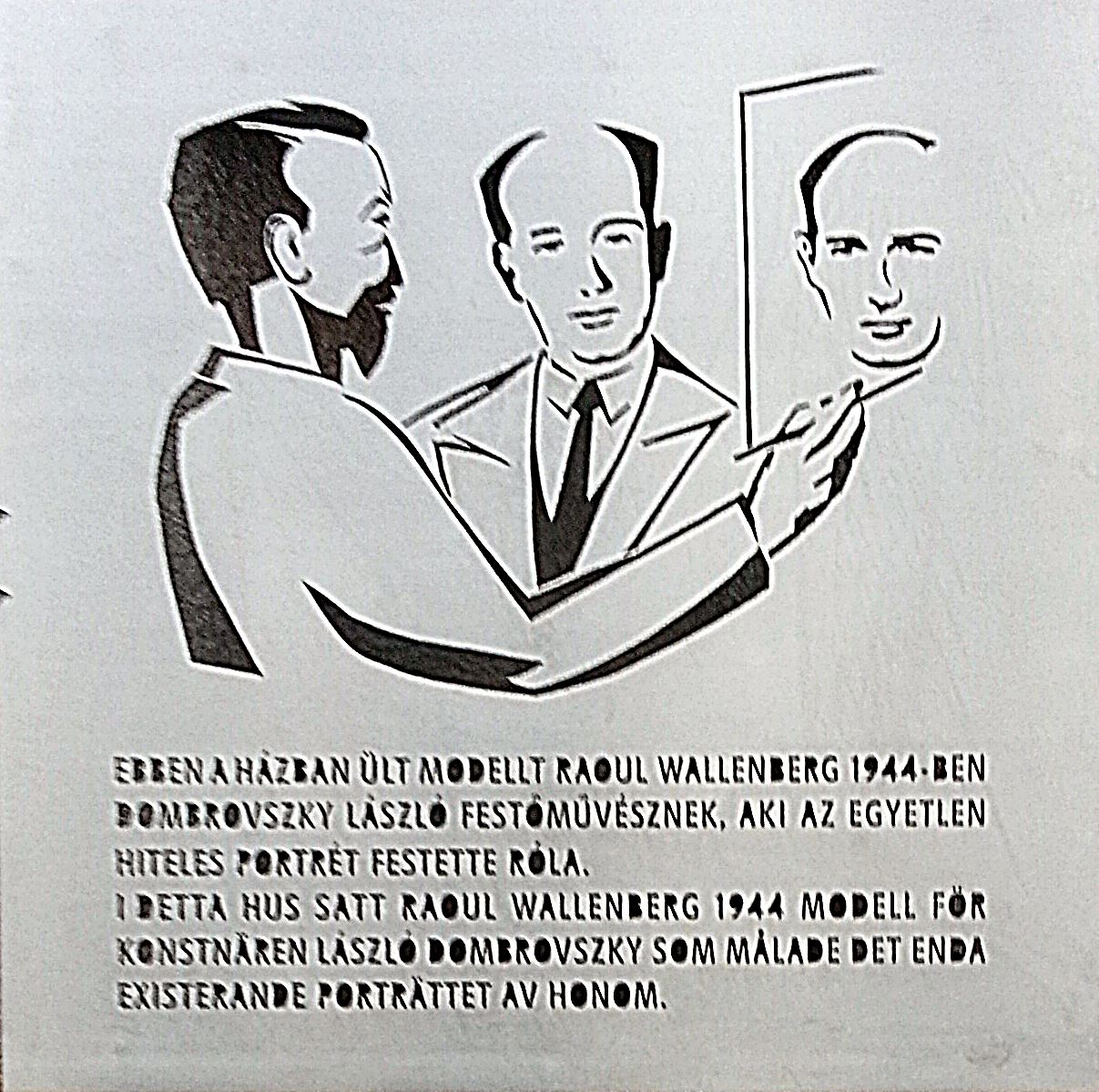
Emléktáblája:
II. kerület Keleti Károly utca 26.